# Berdeniella vaillanti
Berdeniella vaillanti är en tvåvingeart som först beskrevs av Krek 1967.  Berdeniella vaillanti ingår i släktet Berdeniella och familjen fjärilsmyggor. Inga underarter finns listade i Catalogue of Life.